# LGBT práva v Severním Irsku

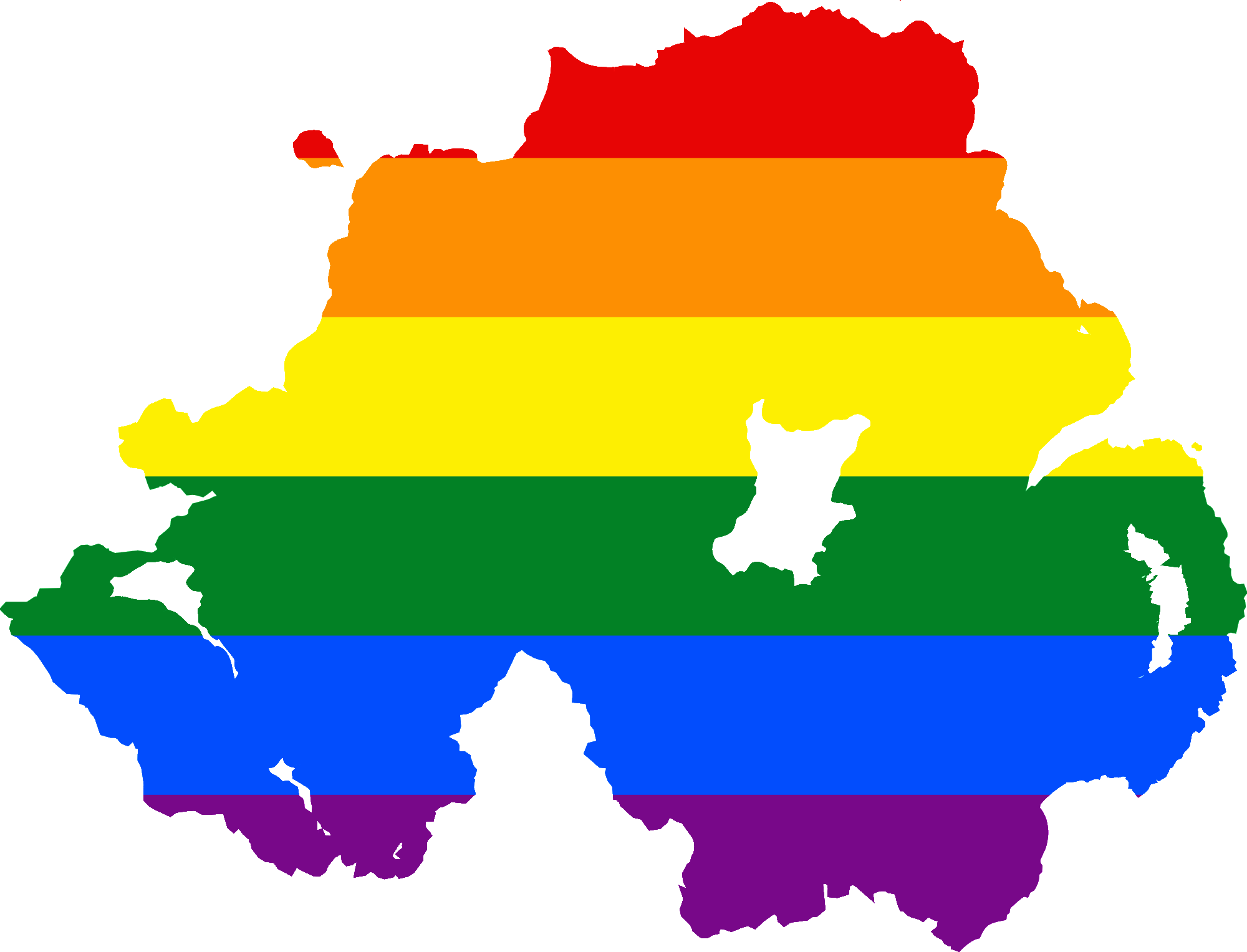
Duhová mapa Severního Irska

Práva leseb, gayů, bisexuálů a translidí (LGBT) jsou v Severním Irsku v porovnání s ostatními zeměmi Spojeného království Anglií, Walesem a Skotskem a sousední Irskou republikou značně limitována. Severní Irsko dekriminalizovalo homosexualitu o desetiletí dřív a umožnilo stejnopohlavním dvojicím uzavírat registrované partnerství o šest let dřív, než Irsko. Nicméně zákon, který umožňuje homosexuálním párům uzavřít manželství, přijalo dřív Irsko. Severní Irsko bylo poslední zemí Spojeného království, která legalizovalo stejnopohlavní sexuální aktivitu, a které zrušilo doživotní zákaz dárcovství krve mužům majícím sex s muži. Zásluhu na rozvoji LGBT práv lze spíše připsat britské vládě a jejím pravomocem zasahovat do vnitřních záležitostí Severního Irska (Direct Rule), případně soudním rozhodnutím, než místním zákonodárcům, a to z důvodu práva veta, jímž disponuje anti-LGBT Demokratická unionistická strana a její stranické organizace v souladu s politickým systémem Severního Irska. ILGA hodnotí Severní Irsko jako nejhorší místo ve Velké Británii z hlediska života LGBT lidí, neboť zde bylo dosaženo pouze 74 % rovnosti ve srovnání s 86 % v Anglii a Walesu a 92 % ve Skotsku. LGBT aktivista Peter Tatchell popisuje Severní Irsko jako nejhomofobnější zemi v západní Evropě.
Stejnopohlavní sexuální styk je v Severním Irsku legální od r. 1982. Legální věk způsobilosti k pohlavnímu styku byl sjednocen v r. 2001. Od r. 2005 mohou homosexuální páry uzavírat registrované partnerství. O zákoně, který by legalizoval stejnopohlavní manželství, hlasovalo Shromáždění Severního Irska (Northern Ireland Assembly) pětkrát. Na poslední pokus byl zákon přijat těsnou většinou, ale Demokratická unionistická strana jej vetovala v souladu s právem „petiton of concern“. Stejnopohlavní manželství uzavřená mimo Severní Irsko jsou zákonem uznávána jako registrovaná partnerství. Homosexuální páry získaly plná adopční práva v r. 2013.

## Souhrnný přehled
| Legální stejnopohlavní styk                                                                                         | (1982)                                                         |
| Stejný věk legální způsobilosti k pohlavnímu styku pro obě orientace                                                | (2001; v r. 2009 snížen na 16 let v celém Spojeném království) |
| Antidiskriminační zákony v zaměstnání                                                                               | (2003)                                                         |
| Antidiskriminační zákony v přístupu ke zboží a službám                                                              | (S2007)                                                        |
| Zákony proti transfobní diskriminaci                                                                                | / (pouze ve školství od r. 1999, probíhá-li změna pohlaví)     |
| Zákony proti zločinům z nenávisti                                                                                   | (2004)                                                         |
| Zákony proti projevům nenávisti                                                                                     | (1987)                                                         |
| Stejnopohlavní manželství                                                                                           | (2020)                                                         |
| Jiná forma stejnopohlavního soužití (registrované partnerství)                                                      | (2005, v celém Spojeném království)                            |
| Adopce dítěte partnera                                                                                              | (2013)                                                         |
| Společná adopce dětí stejnopohlavními páry                                                                          | (2013)                                                         |
| LGBT osoby smějí otevřeně sloužit v armádě                                                                          | (2000, v celém Spojeném království)                            |
| Možnost změny pohlaví                                                                                               | (2004, v celém Spojeném království)                            |
| Přístup k umělému oplodnění pro lesbické ženy                                                                       | (2009)                                                         |
| Automatické rodičovství stejnopohlavních partnerů, nebo manželů rodičů dětí z homoparentálních rodin v rodném listě | (2009)                                                         |
| Zákaz konverzní terapie dětí a mládeže                                                                              | No                                                             |
| Zákon rehabilitující osoby usvědčené z praktikování homosexuality (před dekriminalizací)                            | (2018)                                                         |
| Náhradní mateřství pro gay páry                                                                                     | No                                                             |
| MSM smějí darovat krev                                                                                              | (2016, 1roční zkušební doba)                                   |